# Veronika Decides to Die
Veronika Decides to Die es una película de drama de 2009 dirigida por Emily Young y protagonizada por Sarah Michelle Gellar, Jonathan Tucker, Melissa Leo y Erika Christensen. La película está basada en la novela homónima de Paulo Coelho.
Se dio noticia de que Kate Bosworth tgrabajaba en el proyecto.

## Sinopsis
Una mujer (Sarah Michelle Gellar) despierta en una institución mental después de un intento de suicidio. Allí descubre que a causa de la sobredosis, su corazón se ha debilitado y le quedan pocos días de vida, y a medida que el tiempo pasa, descubre el amor verdadero y un camino para sobrevivir. 

## Producción
La producción de la película comenzó el 12 de mayo del 2008, y terminó el 22 de junio del mismo año, en Nueva York. La novela fue adaptada para cine por Muse Productions, Das Films y Velvet Steamroller Entertainment.

## Estreno y recepción
La película tuvo una proyección especial en el Brasil el 7 de agosto del 2009 y fue seguida de un comunicado de 21 de agosto. En su primer fin de semana, recaudó 90.455 dólares. con proyecciones en 61 pantallas. La película se había de estrenar en Polonia el 9 de octubre del 2009.
La película recibió generalmente comentarios positivos de los críticos y del público. La actuación de Sarah Michelle Gellar como Veronika fue catalogada como «excelente», siendo muy bien recibida por los críticos y el escritor del libro Paulo Coelho quien dijo: «Sarah Michelle Gellar interpreta a Veronika tal como yo me la imaginé».[cita requerida]

## Reparto
| Actor                 | Rol       |
| --------------------- | --------- |
| Sarah Michelle Gellar | Veronika  |
| Jonathan Tucker       | Edward    |
| Erika Christensen     | Claire    |
| Melissa Leo           | Mary      |
| David Thewlis         | Dr. Blake |